# Mathias Rust

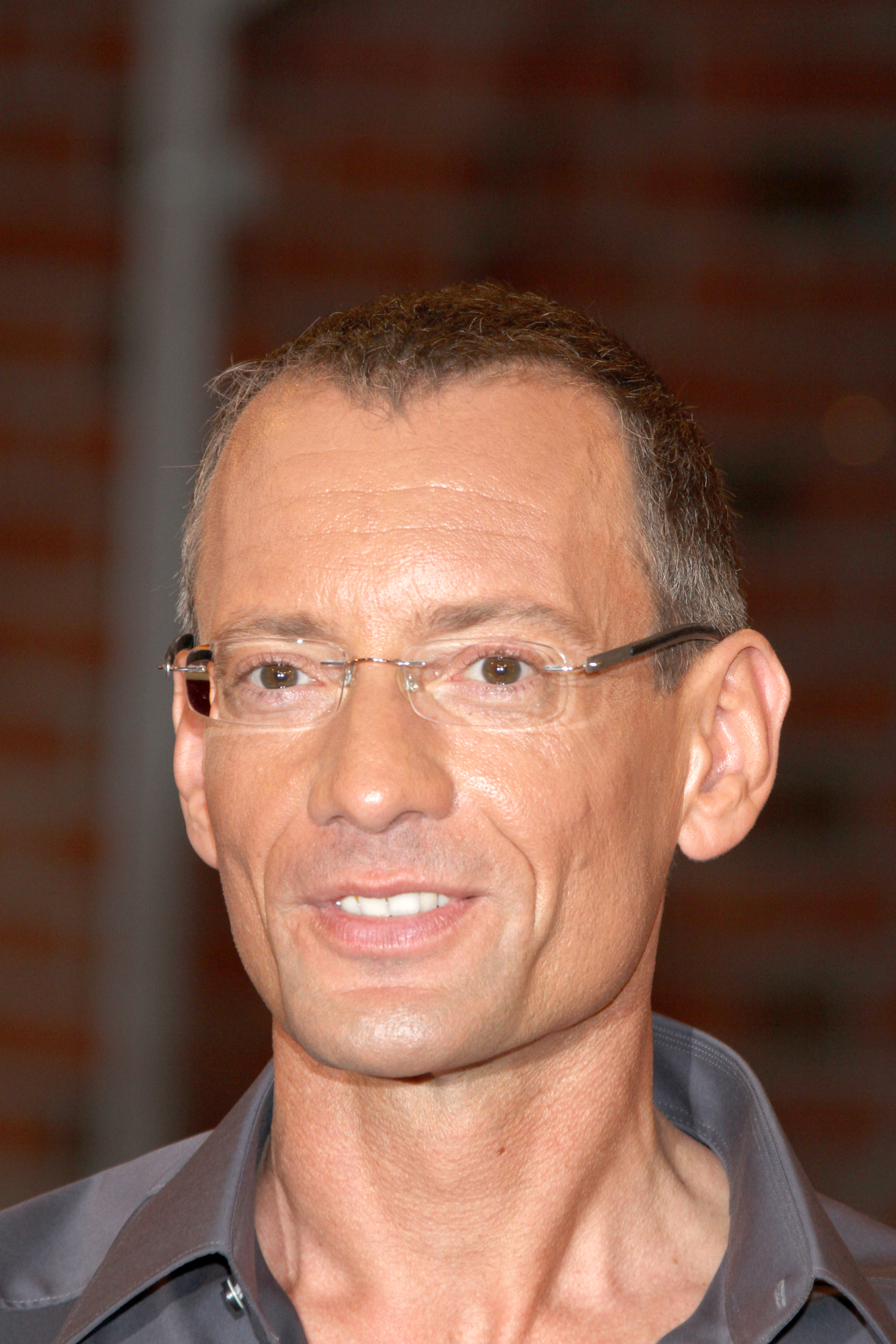
Mathias Rust em 2012.

Mathias Rust (Wedel, 1 de Junho de 1968) é um aviador alemão que, voando de Hamburgo, atravessou a defesa aérea soviética, conseguindo aterrar na Praça Vermelha, perto do Kremlin, em Moscovo, usando um Cessna 172B em 28 de maio de 1987, com dezenove anos de idade.
O seu julgamento, em Moscovo, teve início a 2 de setembro de 1987. Depois de uma sentença de prisão de 432 dias na União Soviética, voltou para a Alemanha a 3 de agosto de 1988.